# Hedda Johansson
Hedda Johansson, född 9 mars 2004, är en svensk fotbollsspelare som tidigare spelat för AIK.

## Karriär
Johansson föddes den 9 mars 2004 på Huddinge Sjukhus och är uppvuxen i Hägersten utanför Stockholm. Vid 6 års ålder inledde hon sin spelarkarriär i moderklubben IFK Aspudden-Tellus, där hon spelade fram till 2015 innan hon bytte klubb och började spela för AIK. I slutet av 2021 meddelade AIK att Johansson och klubben hade kommit överens om ett A-lagskontrakt över säsongen 2024. Efter säsongen 2023 valde Johansson och AIK gemensamt att bryta kontraktet med hänvisning till bland annat psykisk ohälsa.